# Physopella schreberae
Physopella schreberae är en svampart som beskrevs av Bagyan., P. Ramesh & Y. Ono 2001. Physopella schreberae ingår i släktet Physopella och familjen Phakopsoraceae.   Inga underarter finns listade i Catalogue of Life.